# سنت-ترز-دو-گاسپه، کبک
سنت-ترز-دو-گاسپه (به فرانسوی: Sainte-Thérèse-de-Gaspé) شهری در منطقه شهری لو روشه-پرسه ناحیه گاسپزی-ایل-دو-لا-مادلن در استان کبک کانادا است. در سرشماری سال ۲۰۱۱ این شهر ۱٬۱۵۶ نفر جمعیت داشته‌است و مساحت آن ۳۴٫۳۶ کیلومتر مربع است.